# Jean-Pierre Nicolas (ethnobotaniste)
Pour les articles homonymes, voir Jean-Pierre Nicolas et Nicolas.
Jean-Pierre Nicolas est un ethnobotaniste et ethnopharmacologue français.

## Biographie
Dans les années 1980, il fait des études de sociologie et d'ethnologie  tout en étant salarié d'un GRETA. Il suit une formation d'herboriste dispensée par l'association du renouveau de l'herboristerie. En 1992, il découvre l'ethnobotanique dans le cadre d'une mission humanitaire au Guatemala soutenue par l'association Médecins aux pieds nus fondée par Jean-Pierre Willem.  
En 1997, il soutient une thèse intitulée Pharmacopée traditionnelle des Maya K'iché : étude ethnopharmacologique et système de classification indigène à  l’École pratique des hautes études. 
Il a fondé en 1992 l’association Arrée K’iché qui deviendra en 1997 l'association Jardins du Monde, active dans la transmission des savoir-faire traditionnels liés aux plantes.
Se fondant sur les résultats de ses recherches, ainsi que sur son expérience de terrain en matière de solidarité internationale, Jean-Pierre Nicolas collabore avec des groupements villageois, des universités, des médecins, des pharmaciens, des étudiants et des tradipraticiens. Il met en place des jardins pédagogiques qui permettent de valoriser les plantes médicinales et servent de supports pédagogiques à des formations sur l’usage des plantes médicinales dans les soins de santé primaire. Ces jardins servent aussi à la production de plantes médicinales pour les besoins locaux et la vente sur le marché équitable. Jean-Pierre Nicolas est intervenu à la demande des organisations ou institutions locales dans les pays suivants : France, Guatemala, Honduras, Équateur, Chili, Burkina Faso, Madagascar, Caucase, Sibérie, Tibet, Bhoutan et Mongolie,,. 
Jean-Pierre Nicolas conseille des filières de production responsables de plantes médicinales, anime des formations en ethnobotanique et ethnopharmacologie appliquée, et propose de nombreuses conférences et ateliers liés à la connaissance et à l’usage des plantes.  
Il est expert dans les domaines de l’anthropologie, de la nutrition et des plantes textiles auprès du Fonds de dotations Explore. Il reçoit en 2004 le prix ClarinsMen Environnement pour l’ensemble de ses actions et intègre l’équipe de recherche des Laboratoires Clarins en qualité d’ethnobotaniste

## Ouvrages principaux
- 1999, Plantes médicinales des Mayas K’iché du Guatemala. Éditions, Ibis press, Paris, 310 p[10].
- 2002, Plantas medicinales para la familia : manual para el promotor de salud y la madre de familia.  Éditions Subirana, Tegucigalpa, 65 p.
- 2009, Santé de la famille et plantes médicinales au nord de Madagascar. Éditions Simson, Antananarivo, 263 p. (Version malgache en 2011).
- 2010, Plantes médicinales pour le soin de la famille au Burkina Faso. Imprimerie Djiffon, Ouagadougou. 354 p.
- 2012, Plantes médicinales du Nord de Madagascar, ethnobotanique antakarana et informations scientifiques. Éditions Jardins du monde, Brasparts. 296 p.,  (ISBN 978-2-9543726-0-0)
- 2013, Manual de plantas medicinales del altiplano de Guatemala para el uso familiar. Impreso en los talleres Cholsamaj - Guatemala. 262 p.
- 2019, Recueil de fiches ethnobotaniques des principales plantes médicinales employées au Burkina Faso et en Afrique de l’Ouest. Éditions Jardins du monde, Brasparts. 60 p.

### Ouvrages collectifs
- 2002 Plantes médicinales des cinq continents. Éditions, centre de l’abbaye de Daoulas, 191 p[11].
- 2006 Choktsan, L.T., Clement, J.F., Dodinet, E., Fleurentin, J.F., Mercan, A., Meyer, F., Nicolas, J.P. et J.M. Pelt, La médecine tibétaine : sources, concepts et pratique actuelle, Actes du 8 avril 2006. Société française d’ethnopharmacologie – Institut européen d’écologie, Metz 82 p.
- 2007 Magali Amir, Jean-Pierre Nicolas Vieux remèdes de Bretagne, Rennes : Éd. "Ouest-France", 31 pages[12]

- 2013 Sophie Groeber, Nina Joé Maka, Jean-Pierre Nicolas et al., Kobaby - Histoires illustrées sur l’usage des plantes médicinales à Madagascar. Éditions Jardins du Monde, Brasparts, 48 p.
- 2014 Jean-Baptiste Gallé, Allison Ledoux, Sophie Groeber, Jean-Pierre Nicolas. Quelques plantes employées dans le Sud Ouest de Madagascar. Éditions Jardins du Monde , Brasparts, 165 p.